# Felix Aderca
Felix Aderca (* 13. März 1891 in Puiești, Vaslui als Zelicu Froim Adercu; † 12. Dezember 1962 in Bukarest) war ein rumänischer Dichter, Autor und Essayist.

## Leben und Werk
Aderca war jüdischer Herkunft und schrieb in den 1930er Jahren für linke Zeitungen und Zeitschriften, unter anderem für Contimporanul (deutsch: Der Zeitgenosse), eine rumänische Avantgarde-Zeitschrift. Nach 1945 lebte er in ständiger Angst vor der Verhaftung und starb 1962 in Bukarest.
Bekanntheit auch außerhalb des rumänischen Sprachraumes erhielt Aderca mit seinem 1936 erschienenen Science-Fiction-Roman Die Unterwasserstädte (Originaltitel: Orașele înecate bzw. auch Orașele scufundate). Aderca schildert darin, wie – aufgrund des Erkaltens unserer Sonne – die Menschheit sich in die Tiefen der Ozeane zurückzieht. Riesige Kuppelstädte entstehen auf dem Meeresgrund. Doch auch dies ist nur ein Aufschub vor dem unerbittlichen Kältetod, da die letzten Rohstoffvorkommen zur Neige gehen. Nur zwei Möglichkeiten des Überlebens für die Menschheit gibt es: entweder ins heiße vulkanische Erdinnere vorzudringen, um den natürlichen Wärmevorrat des Erdkerns zu nutzen, oder in letzter Minute durch das Eis der zufrierenden Ozeane einen Weg in den Kosmos zu suchen.
Er war mit der Dichterin Sanda Movilă verheiratet.

## Werke (in Auswahl)

### Gedichte
- Motive și simfonii (1910)
- Stihuri venerice (1912)
- Fragmente. Romanțe (1912)
- Reverii sculptate (1912)

### Novelle
- Femeia cu carnea albă (1927)

### Essay
- Mic tratat de estetică sau Lumea privită estetic (1929)

### Romane
- Țapul (1921; ed. a II-a, Mireasa multiplă (Țapul), 1932; ed. a III-a, Zeul iubirii, 1945)
- Moartea unei republici roșii (1924)
- Omul descompus (1925)
- Al doilea amant al doamnei Chatterley (1933)
- A fost odată un imperiu (1939)
- Orașele înecate (1936) – deutsch: Die Unterwasserstädte
- Jurnalul lui Andrei Hudici (1958)